# Franz Bielefeld (homme politique, 1907)
Ne doit pas être confondu avec Franz Bielefeld (homme politique, 1880).
 (mars 2021).
Franz Bielefeld (né le 1er février 1907 à Dülmen et mort le 26 mars 1989 dans la même ville) est un homme politique allemand (membre du Parti national-socialiste des travailleurs allemands ou allemand : Nationalsozialistische Deutsche Arbeiterpartei, NSDAP, parti d'extrême droite, nationaliste et antisémite, rattaché à la famille politique du fascisme). Il est devenu  en 1941, membre du Reichstag, pendant la Seconde Guerre mondiale.

## Biographie
Bielefeld apprend le métier de technicien. En 1925, il rejoint le NSDAP. Au sein du parti, il assume des fonctions officielles, notamment en tant que chef du groupe local NSDAP à Dülmen, qu'il fonde en 1927 avec son frère Julius Bielefeld comme l'un des premiers groupes locaux NSDAP du Münsterland. Dès 1926, il est devenu le chef de la SA de Westphalie Nord et Westphalie Sud. En 1930, il devient chef de district du NSDAP Coesfeld (Gau Westfalen-Nord) et en 1932 chef de la SA-Sturmbann III / 13 (comprenant les districts de Coesfeld, Lüdinghausen et Beckum).
En 1933, Bielefeld devient le premier conseiller municipal de la ville de Dülmen. La même année, il se voit confier la gestion de la norme SA Standard 471. Le 15 En novembre 1936, il prend la direction de la SA Standard 256 à Hamm. En 1943, il devient SA Oberführer. Le 31 octobre 1939, il reçoit l'ordre du sang du NSDAP.
Bielefeld entre le 3 mars 1941, au Reichstag[réf. nécessaire] dans le cadre de la procédure de remplacement du député Heinrich August Knickmann, qui est mort au combat, où il représente la 18e circonscription jusqu'à la fin du régime nazi au printemps 1945.
Le 16 juin 1953, Bielefeld est condamné à deux ans de prison par le tribunal de district de Münster pour crimes contre l'humanité.